# Comisión Nacional sobre la Desaparición de Personas

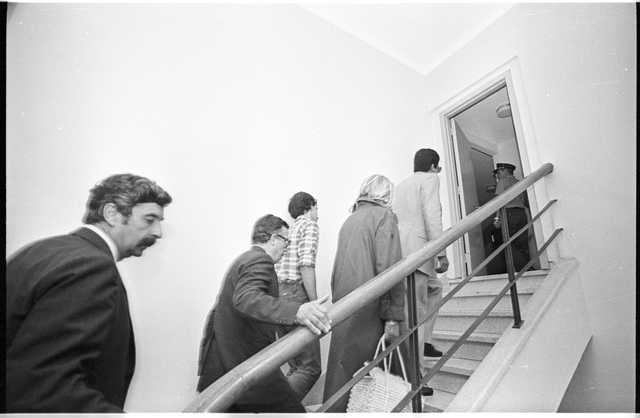

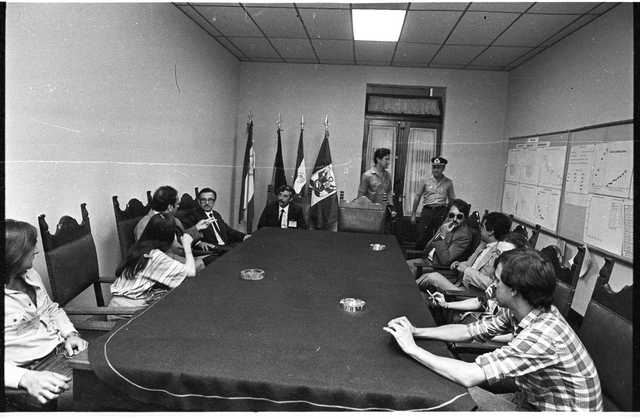
Fotografía tomada durante la inspección ocular realizada por el equipo de investigación de la Comisión Nacional sobre la Desaparición de Personas, CONADEP, y sobrevivientes en el ex Centro Clandestino de Detención, Tortura y Exterminio Escuela de Mecánica de la Armada, a partir de las denuncias recibidas, 1984

La Comisión Nacional sobre la Desaparición de Personas (CONADEP) fue una comisión creada por el presidente de la Argentina Raúl Alfonsín el 15 de diciembre de 1983 con el objetivo de investigar las violaciones de derechos humanos, particularmente la desaparición de personas, ocurridas durante el período del terrorismo de Estado en Argentina en las décadas de 1970 y 1980, llevadas a cabo por la dictadura cívico-militar autodenominada Proceso de Reorganización Nacional. La Comisión recibió miles de declaraciones y testimonios, y verificó la existencia de cientos de lugares clandestinos de detención en todo el país. En 1984, produjo un informe final conocido como el Nunca Más, utilizado como prueba en el Juicio a las Juntas Militares, en el que fueron condenados varios de los dictadores que tomaron el poder en 1976. Estuvo presidida por el escritor Ernesto Sabato.

## Antecedentes
El 24 de marzo de 1976 se produjo un golpe de Estado en la Argentina, imponiendo una dictadura cívico-militar autodenominada Proceso de Reorganización Nacional, que sería la última de una larga serie iniciada en 1930. El Proceso llevó a cabo una política represiva utilizando de manera sistemática el terrorismo de Estado, instalando cientos de centros clandestinos de detención donde miles de personas fueron torturadas, violadas, asesinadas y desaparecidas. La dictadura tuvo una política económica, que multiplicó por siete la deuda externa y empobreció a la población en una proporción nunca antes vista. En 1982, la dictadura entró en guerra con el Reino Unido por la posesión de las Islas Malvinas, sufriendo una derrota que causó su colapso, obligando al régimen a permitir una salida electoral democrática, sin condicionamientos. 
El 30 de octubre de 1983 se realizaron elecciones generales democráticas, en las que resultaron elegidos los poderes ejecutivos y legislativos, nacionales y provinciales. Como presidente de la Nación resultó elegido Raúl Alfonsín. Las autoridades democráticas asumieron sus cargos el 10 de diciembre, simultáneamente con la renuncia de los miembros de la Corte Suprema de facto.

## Creación

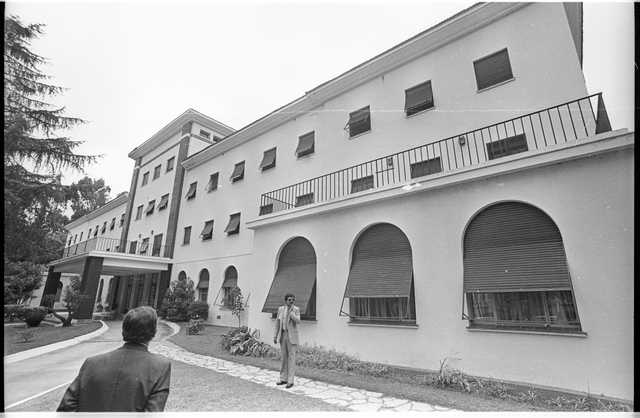

A fin de investigar estos crímenes, Raúl Alfonsín ―a solo cinco días de su asunción― decretó el juzgamiento de las Juntas Militares y a las organizaciones guerrilleras. Para complementar esta investigación, envió varios proyectos a fin de reformar la Justicia Militar y creó la Conadep (Comisión Nacional sobre la Desaparición de Personas). La comisión debía investigar y organizar las pruebas que presentaría el Estado en el juicio.

Serán funciones específicas y taxativas de la Comisión las siguientes:
a) Recibir denuncias y pruebas sobre aquellos hechos y remitirlas inmediatamente a la justicia si ellas están relacionadas con la presunta comisión de delitos
b) Averiguar el destino o paradero de las personas desaparecidas, como así también toda otra circunstancia relacionada con su localización.
c) Determinar la ubicación de niños sustraídos a la tutela de sus padres o guardadores a raíz de acciones emprendidas con el motivo alegado de reprimir al terrorismo, y dar intervención en su caso a los organismos y tribunales de protección de menores.
d) Denunciar a la justicia cualquier intento de ocultamiento, sustracción o destrucción de elementos probatorios relacionados con los hechos que se pretende esclarecer.
e) Emitir un informe final, con una explicación detallada de los hechos investigados, a los ciento ochenta (180) días a partir de su constitución.
Artículo 2.º, Decreto 187/83.

## Miembros
El Decreto n.º 187/1983 estableció que la Conadep estaría integrada por dieciséis miembros, de los cuales diez fueron elegidos por el presidente Alfonsín en el mismo decreto de creación, tres debían ser elegidos por la Cámara de Diputados y otros tres por la Cámara de Senadores; y cinco secretarios. Los diez miembros elegidos por el presidente fueron el exrector de la Universidad de Buenos Aires Ricardo Colombres, el médico René Favaloro, el también exrector de la UBA Hilario Fernández Long, el obispo metodista Carlos T. Gattinoni, el epistemólogo científico Gregorio Klimovsky, el rabino Marshall T. Meyer, el obispo católico Jaime de Nevares, el activista de derechos humanos Eduardo Rabossi, la periodista Magdalena Ruiz Guiñazú y el escritor Ernesto Sabato. Los tres miembros elegidos por la Cámara de Diputados fueron los radicales Santiago Marcelino López, Hugo Diógenes Piucill y Horacio Hugo Huarte. Los tres miembros correspondientes a la Cámara de Senadores nunca fueron designados.
- Ernesto Sabato (1911-2011), un reconocido escritor y físico progresista. Fue elegido presidente de la comisión por el resto de sus miembros.
- Ricardo Colombres (1921-1998), abogado y exrector de la Universidad de Buenos Aires.
- René Favaloro (1923-2000), respetado médico y creador del baipás coronario. Renunció en desacuerdo a que la comisión no estuviese facultada a investigar los crímenes de la Triple A.
- Hilario Fernández Long (1918-2002), maestro e ingeniero. Decano de la Facultad de Ingeniería y llegó a ser rector de la UBA.
- Carlos T. Gattinoni (1907-1989), pastor evangélico de la Iglesia Metodista Argentina, fuertemente involucrado en movimientos de derechos humanos.
- Gregorio Klimovsky (1922-2009), matemático y filósofo, considerado uno de los mayores especialistas en epistemología.
- Marshall T. Meyer (1930-1993), rabino estadounidense, ciudadano argentino y fundador del Seminario Rabínico Latinoamericano, activo militante de los derechos humanos y fundador del Movimiento Judío por los Derechos Humanos.
- Jaime de Nevares (1915-1995), monseñor y activo defensor de los derechos humanos y del estado de derecho.
- Eduardo Rabossi (1930-2005), filósofo radical y activo militante de los derechos humanos.
- Magdalena Ruiz Guiñazú (1935-2022), periodista radial.
- Santiago Marcelino López (1939-2015), diputado radical en representación del Congreso.
- Hugo Diógenes Piucill, diputado radical en representación del Congreso.
- Horacio Hugo Huarte (1946-2019), diputado radical en representación del Congreso.

### Secretarios
- Secretaria de Recepción de Denuncias: Graciela Fernández Meijide
- Secretario de Procesamiento de Datos: Daniel Salvador
- Secretario de Procedimientos: Raúl Peneón
- Secretario de Asuntos Legales: Alberto Mansur
- Secretario de Administrativo: Leopoldo Silgueira
- Secretario: Agustín Altamiranda

## Accionar
Durante 280 días, la comisión recorrió todo el país en busca de testimonios de sobrevivientes, de familiares, de represores y de los edificios utilizados como centros de detención (o de sus ruinas). Realizaron un inventario de todas las desapariciones denunciadas y de todos los centros clandestinos, contrastando los relatos con la arquitectura de los edificios, tarea realizada muchas veces con la presencia de los mismos sobrevivientes. Con esta información confeccionaron mapas, clasificaron los relatos e hicieron un análisis a fin de reconstruir el modo de operar del terrorismo de Estado. Los procedimientos utilizados para recabar información consistieron en lo siguiente:
- Reconocimiento in situ de centros clandestinos de detención con la concurrencia de liberados de dichos campos.
- Visita a las morgues para recabar información sobre ingresos irregulares.
- Diligencias en vecindarios y en lugares de trabajo para determinar la ubicación de los centros clandestinos de detención y las modalidades que se utilizaban para secuestrar a las personas.
- Recepción de declaraciones testimoniales de personal en actividad o en retiro de las fuerzas armadas y de seguridad.
- Revisión de registros carcelarios.
- Revisión de registros policiales.
- Investigación de delitos cometidos sobre los bienes de los desaparecidos.

Entregó sus conclusiones el 20 de septiembre de 1984 en un informe entre cuyos hitos se encuentra haber demostrado por primera vez el carácter sistemático y masivo de la represión militar. Las pruebas incluyeron la verificación de 340 centros clandestinos de detención, acumularon más de 7000 archivos en 50 000 páginas, una lista parcial de 8960 personas desaparecidas y fueron la base del Juicio a las Juntas de 1985.

## Informe final

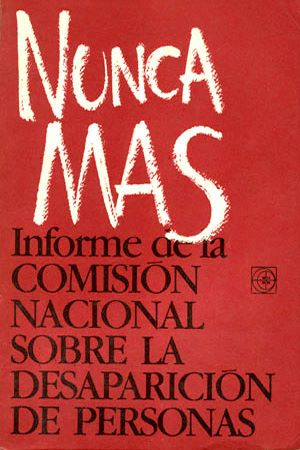
Portada del libro Nunca Más.

El resultado de toda esa investigación fue entregado el jueves 20 de septiembre de 1984 al presidente Alfonsín, luego de un discurso de Ernesto Sabato. El voluminoso informe final, de varias carpetas, registraba la existencia de 8961 desaparecidos y de 380 centros clandestinos de detención. La detallada descripción realizada permitió probar la existencia de un plan sistemático perpetrado desde el gobierno mismo, siendo efectivamente clave para el Juicio a las Juntas. Este informe final fue publicado en forma de libro bajo el nombre de Nunca más. Ese título fue elegido a partir de la propuesta de Marshall Meyer porque era el lema utilizado originalmente por los sobrevivientes del Gueto de Varsovia para repudiar las atrocidades nazis.

Nuestra Comisión no fue instituida para juzgar, pues para eso están los jueces institucionales, sino para indagar la suerte de los desaparecidos en el curso de estos años aciagos de la vida nacional. Pero, después de haber recibido varios miles de declaraciones y testimonios, de haber verificado o determinado la existencia de cientos de lugares clandestinos de detención y de acumular más de cincuenta mil páginas documentales, tenemos la certidumbre de que la dictadura militar produjo la más grande tragedia de nuestra historia, y la más salvaje. Y, si bien debemos esperar de la justicia la palabra definitiva, no podemos callar ante lo que hemos oído leído y registrado; todo lo cual va mucho más allá de lo que pueda considerarse como delictivo, para alcanzar la tenebrosa de categoría de los crímenes de  lesa humanidad. Con la técnica de la desaparición y sus consecuencias, todos los principios éticos que las grandes religiones y las más elevadas filosofías erigieron a lo largo de milenios de sufrimiento y calamidades fueron pisoteados y bárbaramente desconocidos.
(...)
Todos caían en la redada: dirigentes sindicales que luchaban por una simple mejora de salarios, muchachos que habían sido miembros de un centro estudiantil, periodistas que no eran adictos a la dictadura, psicólogos y sociólogos por pertenecer a profesiones sospechosas, jóvenes pacifistas, monjas y sacerdotes que habían llevado la enseñanza de Cristo a barriadas miserables. Y amigos de cualquiera de ellos, y amigos de esos amigos, gente que había sido denunciada por venganza personal y por secuestrados bajo tortura. Todos en su mayoría inocentes de terrorismo o siquiera de pertenecer a los cuadros combatientes de la guerrilla, porque éstos presentaban batalla y morían en el enfrentamiento o se suicidaban antes de entregarse, y pocos llegaban vivos a manos de los represores.
Discurso de Ernesto Sabato el 20 de septiembre de 1984

### Exclusión de las víctimas LGBT
Carlos Jáuregui, fundador de la Comunidad Homosexual Argentina (CHA), en un artículo publicado en 1996 en la revista NX, dice que, uno de los miembros de la Conadep, el rabino Marshall Meyer le dijo «que la Comisión había detectado en su nómina de diez mil personas denunciadas como desaparecidas, a cuatrocientos homosexuales. No habían desaparecido por esa condición, pero el tratamiento recibido, afirmaba el rabino, había sido especialmente sádico y violento, como el de los detenidos judíos.».
Los periodistas Matías Máximo y Cristian Prieto cuestionaron el Nunca más de la Conadep, por no decir ni una sola vez las palabras «travesti», «homosexual», «gay» ni «lesbiana».
La Conadep ha sido criticada por esa revictimización de las personas desaparecidas con identidades LGBT y la invisibilización de su memoria, mientras que desde diversos sectores se ha reclamado levantar las consignas como "30.400 desaparecidos/as presentes", "el Nunca Más de los 400", o «La memoria no es un privilegio heterosexual».